# Rock Band 4
Rock Band 4 — музыкальная компьютерная игра 2015 года, разработанная и изданная компанией Harmonix.
Rock Band 4 позволяет игрокам имитировать воспроизведение музыки разных десятилетий и жанров с помощью контроллеров инструментов, имитирующих игру на соло- и бас-гитаре, барабанах и вокале. Будучи четвертой основной частью и 7-й крупной консольной частью франшизы Rock Band, она была выпущена для PlayStation 4 и Xbox One 6 октября 2015 года. Mad Catz, который также разработал новые контроллеры инструментов для игры, продавал и распространял название по всему миру при запуске; Performance Designed Products (PDP) взяла на себя производство и дистрибуцию к концу 2016 года. Игра поставляется с более чем шестидесятью лицензированными песнями; дополнительные песни доступны в виде загружаемого контента, который включает в себя библиотеку из более чем 2000 существующих песен из предыдущих частей.
Rock Band 4 представляла собой возвращение Harmonix во франшизу после почти трехлетнего перерыва, последовавшего за падением популярности рынка ритм-игр, которое началось в 2009 году. Анонсированный 5 марта 2015 года, Rock Band 4 переориентирует основной игровой процесс франшизы, уменьшая акцент на музыкальном обучении, который использовался его предшественником, Rock Band 3, делая упор на социальные взаимодействия в игре, а также новые функции, позволяющие игрокам включать импровизацию в свое выступление, такие как «фристайл соло» на гитаре и «мелодии свободной формы» на многоголосном вокале.
Rock Band 4 обеспечивает обратную совместимость с контентом и оборудованием предыдущих версий Rock Band в том же семействе консолей; беспроводные гитарные и барабанные контроллеры версий Rock Band для PlayStation 3 и Xbox 360 можно использовать на версиях PS4 и Xbox One (для Xbox One требуется дополнительный USB-контроллер), а песни DLC, приобретенные в предыдущих версиях для PS3 и Xbox 360, могут быть повторно загружены без дополнительной оплаты на PS4 и Xbox One в портированном виде, поддерживающем функции игры. Harmonix планирует выпустить бесплатные и платные DLC, которые со временем добавят в игру новые функции и контент, вместо выпуска ежегодных выпусков; это включает в себя добавление поддержки синхронной онлайн-игры, добавленной 25 января 2017 года.

## Список композиций
На старте Rock Band 4 включала в себе 65 лицензированных композиций различных исполнителей. Впоследствии список пополнился за счет композиций из загружаемого контента.
| Композиция                                         | Исполнитель                                      | Год  | Жанр                |
| -------------------------------------------------- | ------------------------------------------------ | ---- | ------------------- |
| «Ain’t Messin ‘Round»                              | Gary Clark, Jr.                                  | 2012 | Рок                 |
| «Albert»                                           | Eddie Japan                                      | 2015 | Инди-рок            |
| «All Over You»                                     | Live                                             | 1994 | Альтернатив         |
| «Arabella»                                         | Arctic Monkeys                                   | 2013 | Рок                 |
| «At Night in Dreams»                               | White Denim                                      | 2013 | Инди-рок            |
| «Birth in Reverse»                                 | St. Vincent                                      | 2014 | Инди-рок            |
| «Brown Eyed Girl»                                  | Van Morrison                                     | 1967 | R&B/соул/фанк       |
| «Caught Up in You»                                 | .38 Special                                      | 1982 | Южный рок           |
| «Cedarwood Road»                                   | U2                                               | 2014 | Рок                 |
| «Centuries»                                        | Fall Out Boy                                     | 2015 | Поп-рок             |
| «Cold Clear Light»                                 | Johnny Blazes and the Pretty Boys                | 2015 | R&B/соул/фанк       |
| «Dead Black (Heart of Ice)»                        | Soul Remnants                                    | 2013 | Метал               |
| «Dream Genie»                                      | Lightning Bolt                                   | 2015 | Рок                 |
| «The Feast and the Famine»                         | Foo Fighters                                     | 2014 | Альтернатив         |
| «Fever»                                            | The Black Keys                                   | 2014 | Рок                 |
| «Follow You Down»                                  | Gin Blossoms                                     | 1996 | Альтернатив         |
| «Free Falling»                                     | The Warning                                      | 2015 | Рок                 |
| «Friday I'm In Love»                               | The Cure                                         | 1992 | Нью-вейв            |
| «Hail to the King»                                 | Avenged Sevenfold                                | 2013 | Метал               |
| «Halls of Valhalla»                                | Judas Priest                                     | 2014 | Метал               |
| «I Am Electric»                                    | Heaven's Basement                                | 2013 | Рок                 |
| «I Bet My Life»                                    | Imagine Dragons                                  | 2015 | Альтернатив         |
| «I Miss the Misery»                                | Halestorm                                        | 2012 | Рок                 |
| «I Will Follow»                                    | U2                                               | 1980 | Рок                 |
| «The Impression That I Get»                        | The Mighty Mighty Bosstones                      | 1997 | Регги/ска           |
| «Kick It Out»                                      | Heart                                            | 1977 | Классический рок    |
| «Knock Em Down»                                    | Duck & Cover                                     | 2014 | Панк                |
| «Lazaretto»                                        | Jack White                                       | 2014 | Рок                 |
| «Light the Fuse»                                   | Slydigs                                          | 2015 | Рок                 |
| «Light Up the Night»                               | The Protomen                                     | 2009 | Рок                 |
| «Little Miss Can't Be Wrong»                       | Spin Doctors                                     | 1991 | Альтернатив         |
| «Little White Church»                              | Little Big Town                                  | 2010 | Кантри              |
| «Mainstream Kid»                                   | Brandi Carlile                                   | 2015 | Блюз                |
| «Metropolis—Part I: "The Miracle and the Sleeper"» | Dream Theater                                    | 1992 | Прог                |
| «Milwaukee»                                        | The Both                                         | 2014 | Поп-рок             |
| «Miracle Man»                                      | Ozzy Osbourne                                    | 1988 | Метал               |
| «My God Is the Sun»                                | Queens of the Stone Age                          | 2013 | Альтернатив         |
| «No One Like You (2011 Re-record)»                 | Scorpions                                        | 1982 | Метал               |
| «The One I Love»                                   | R.E.M.                                           | 1987 | Альтернатив         |
| «Panama»                                           | Van Halen                                        | 1984 | Рок                 |
| «A Passage to Bangkok»                             | Rush                                             | 1976 | Прог                |
| «Pistol Whipped»                                   | Tijuana Sweetheart                               | 2012 | Панк                |
| «Prayer»                                           | Disturbed                                        | 2002 | Ню-метал            |
| «Recession»                                        | Jeff Allen ft. Noelle LeBlanc and Naoko Takamoto | 2015 | Поп/дэнс/электроник |
| «Rock and Roll, Hoochie Koo»                       | Rick Derringer                                   | 1973 | Классический рок    |
| «The Seeker»                                       | The Who                                          | 1970 | Классический рок    |
| «Short Skirt/Long Jacket»                          | Cake                                             | 2001 | Альтернатив         |
| «Somebody Told Me»                                 | The Killers                                      | 2004 | Alternative         |
| «Spiders»                                          | System of a Down                                 | 1998 | Ню-метал            |
| «Start a Band»                                     | Brad Paisley ft. Keith Urban                     | 2008 | Кантри              |
| «Still Into You»                                   | Paramore                                         | 2013 | Поп-рок             |
| «Superunknown»                                     | Soundgarden                                      | 1994 | Гранж               |
| «Suspicious Minds»                                 | Elvis Presley                                    | 1969 | Рок                 |
| «That Smell»                                       | Lynyrd Skynyrd                                   | 1977 | Южный рок           |
| «Tongue Tied»                                      | Grouplove                                        | 2011 | Инди-рок            |
| «Toys in the Attic»                                | Aerosmith                                        | 1975 | Рок                 |
| «Turn it Around»                                   | Lucius                                           | 2013 | Инди-рок            |
| «Uptown Funk»                                      | Mark Ronson ft. Bruno Mars                       | 2015 | R&B/соул/фанк       |
| «V-Bomb»                                           | Dark Wheels                                      | 2015 | Рок                 |
| «Violent Shiver»                                   | Benjamin Booker                                  | 2014 | Рок                 |
| «The Warrior»                                      | Scandal                                          | 1984 | Рок                 |
| «What’s Up?»                                       | 4 Non Blondes                                    | 1992 | Альтернатив         |
| «The Wolf»                                         | Mumford & Sons                                   | 2015 | Рок                 |
| «You Make Loving Fun»                              | Fleetwood Mac                                    | 1977 | Классический рок    |
| «Your Love»                                        | The Outfield                                     | 1985 | Поп-рок             |

## Критика
| Сводный рейтинг | Сводный рейтинг | Сводный рейтинг |
| Издание         | Оценка          | Оценка          |
| Издание         | PS4             | Xbox One        |
| --------------- | --------------- | --------------- |
| GameRankings    | 78,47 %         | 79,64 %         |

Критики положительно восприняли Rock Band 4 при запуске, в отзывах игра хвалилась за то, что она не сильно отличается от игровой механики предыдущих частей, а также за более высокую степень творческой свободы, предоставляемую функцией Freestyle Solos, и ее обратную совместимость с ранее выпущенным контентом для франшизы Rock Band. Игра также подверглась критике за отсутствие функций, присутствовавших в предыдущих версиях, таких как многопользовательская онлайн-игра и тренировочные режимы.